# 聶國翰
聶國翰（？—？）為中國清朝武官官員，本籍福建莆田。行伍出身的聶國翰於1718年（康熙57年）奉旨接替藍廷珍，於台灣地區擔任澎湖水師協副將。不過，他並未到任。
| 前任： 藍廷珍 | 澎湖水師協副將 1718年上任 | 繼任： 羅光乾 |